# یایاماری
یایاماری (به اسپانیایی: Yayamari) یک کوه در پرو است که در منطقه کوزکو واقع شده‌است. یایاماری ۶٬۰۴۹ متر بالاتر از سطح دریا واقع شده‌است.